# International Standard Identifier for Libraries and Related Organizations
El International Standard Identifier for Libraries and Related Organisations (ISIL), ISO 15511, assigna identificadors únics a biblioteques i organitzacions relacionades, com són arxius i/o museus. La Biblioteca Nacional de Dinamarca és l'autoritat internacional per mantenir l'estàndard i el registre. Un codi ISIL és un codi alfanumèric amb un total de 16 caràcters.